# Dumping social

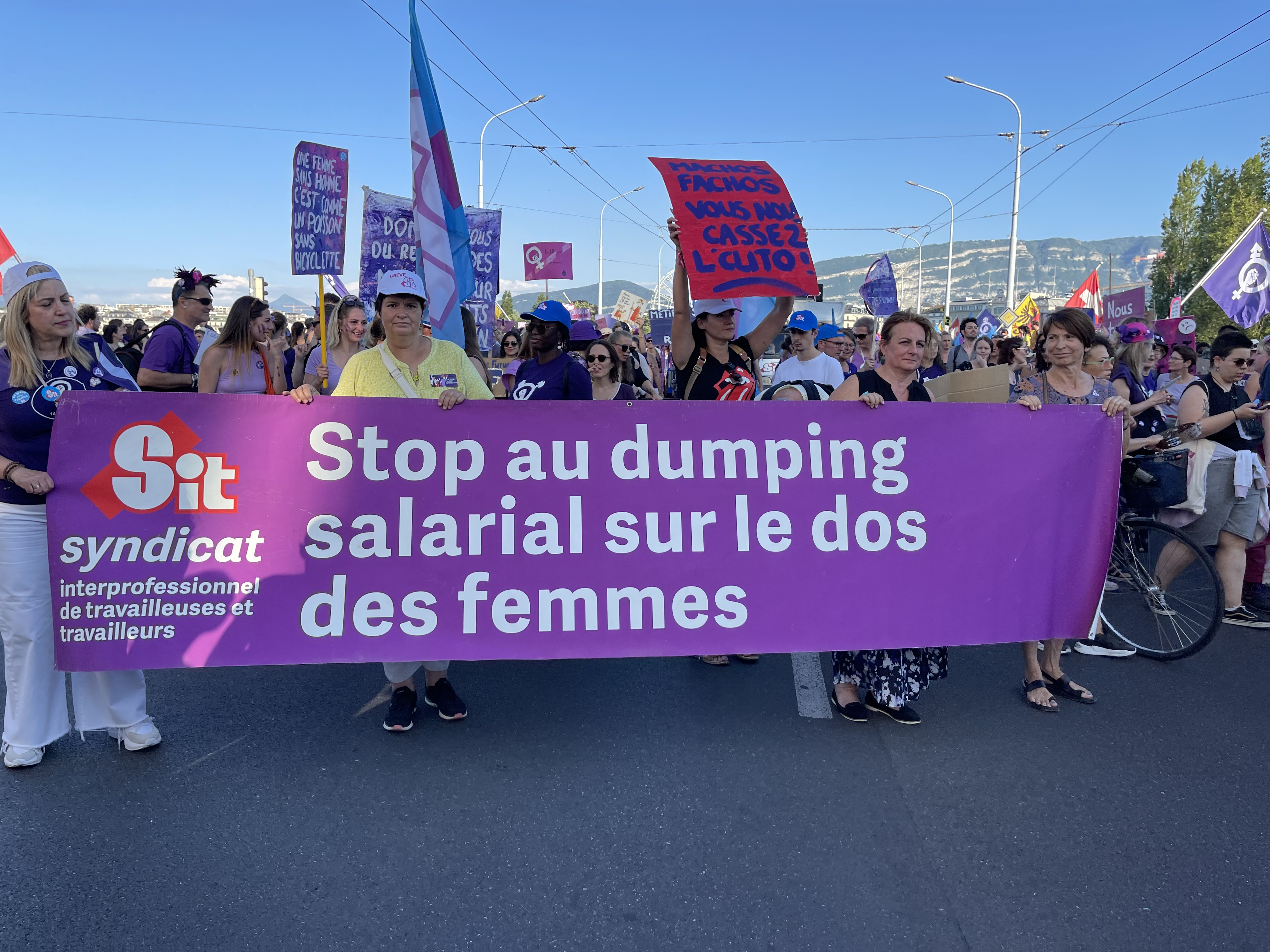
Bannière « Stop au dumping salarial sur le dos des femmes », lors de la grève des femmes du 14 juin 2023 (Suisse).

Le dumping social (francisation partielle de l'anglais social dumping), ou moins-disance sociale, est la mise en concurrence par les employeurs, dans le cadre de la mondialisation économique, de travailleurs des pays développés avec la main-d'œuvre moins chère des pays en développement. Le taux de chômage élevé en France et dans certains autres pays de l'Europe de l'Ouest ainsi que la stagnation et le recul des revenus des personnels peu qualifiés aux États-Unis ont incité depuis les années 1970 à relancer le débat sur les conséquences pour des pays développés de commercer avec des pays en développement dont la moindre protection sociale crée une concurrence inégale. Des syndicats craignent de ce fait la baisse des salaires et des prestations sociales dans les pays développés pour concurrencer des plus faibles coûts du travail dans les pays offrant une moindre protection sociale.

## Définition
Le concept de dumping social n’est pas en 2017 quantifié ni ne possède encore d'acception précise. Selon les cas, cela signifie qu'une entreprise peut :
- profiter des différences de rémunérations et de réglementation du travail entre pays pour baisser les coûts[2] ; voir Frits Bolkestein ;
- utiliser l'arrivée dans le commerce mondial d'économies émergentes dont certaines opposent moins de contraintes au travail des enfants, au manque de protection sociale et à la répression syndicale ;
- remettre en cause certains avantages sociaux et salariaux considérés comme acquis, en vue d’obtenir ou de conserver des emplois. Un exemple est la proposition aux employés d'IBM France de consentir à une baisse provisoire de 7,7 % de leur salaire afin de maintenir l'emploi. Voir Cathy Kopp. Le risque existe alors d'une course au moins-disant social faisant réapparaître la Loi d'airain des salaires partiellement oubliée pendant les Trente Glorieuses.

Dans ces deux derniers sens, le travail serait considéré comme effectué « à perte », d’où l’origine sémantique du concept de dumping social. En effet, le dumping est une stratégie commerciale agressive qui se résume à « vendre les produits à perte afin d’éliminer les concurrents et de conquérir des parts de marché ».
Les effets du dumping social seraient donc divers :
- la perte des emplois des pays riches au profit des travailleurs des pays pauvres ;
- la désindustrialisation, contestée, des pays riches ;
- la réaction protectionniste des pays riches au sein de l’Organisation mondiale du commerce (OMC) ou d’autres institutions internationales ;
- l’exploitation des travailleurs du Sud dans des conditions considérées inhumaines ;
- l’augmentation des niveaux de vie des pays en développement et l’accroissement des inégalités dans les pays développés à économie de marché.

Selon un rapport du parlement français du 25 mai 2000, le dumping social désigne toute pratique consistant, pour un État ou une entreprise, à violer, contourner ou dégrader le droit social en vigueur, qu'il soit national, communautaire ou international – afin d'en tirer un avantage économique notamment en termes de compétitivité.

## Cadre juridique
Le phénomène du dumping social ou de concurrence sociale déloyale est actuellement réglementé par la directive d'exécution 2014/67/UE, et par la directive (UE) 2018/957 modifiant la directive 96/71/CE concernant le détachement de travailleurs effectué dans le cadre d'une prestation de services.[réf. nécessaire]

### Au sein de l'Union européenne
« La création du marché unique expose les entreprises opérant dans un contexte national à une concurrence avec les autres entreprises dans les autres états membres. Cela signifie qu'une pression sera exercée sur les entreprises avec des coûts salariaux élevés, pour conserver une productivité qui leur permettra de concurrencer les entreprises de la Communauté ayant des coûts salariaux plus faibles ».
« Une conséquence des différences de coût du travail est le risque d'une menace de dumping social. Comme conséquence de ce qu'on a appelé 'concurrence des régimes sociaux' entre états membres, les gouvernements nationaux subiront une pression pour réduire leurs standards sociaux et du marché du travail, afin de diminuer les problèmes de couts salariaux indirects sur les entreprises ».
Les députés européens et les gouvernements des pays de l'Est, visés par la critique du dumping social  se sont de leur côté élevés contre ce qu'ils voient comme un protectionnisme des pays de l'Europe de l’Ouest, avec les polémiques sur le plombier polonais et la directive Services. Nicolas Dupont-Aignan, fondateur du parti Debout la France, estime qu'en Europe « on ne peut pas construire quelque chose de sérieux parce qu'on est dans le dumping fiscal et social permanent ». La comparaison du cout du travail horaire entre la France, la Tchéquie, la Bulgarie et la Roumanie faisant apparaitre des différences trois fois supérieures entre l'Hexagone et le moins disant social.
Au niveau international, la Chine a été accusé par l'Union Européenne de dumping social dans le secteur du photovoltaïque. Des mesures ont été prises par l'Union Européenne qui a fixé un prix minimum sur les panneaux photovoltaïques   importés de Chine  pour assurer une compétitivité qui ne nuit pas aux fabricants européens.

### Étude du cas français

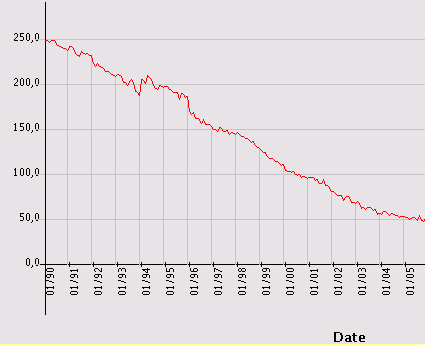
Indice de la production dans le secteur habillement/cuir entre 1990 et 2005, base 100 en 2000. Source Insee.

Le concept de dumping social est essentiellement utilisé par les responsables politiques et syndicaux. Ainsi, un représentant syndical expliquait en 2001, que dans le secteur de l'habillement :

« La moitié des emplois ont disparu, et suivant les règles mises en œuvre dans le secteur du commerce mondial, je pense au sommet de Doha, on va continuer à développer le commerce et les productions sur la base d’un dumping social. C’est le moins-disant social, celui qui coûtera le moins cher, celui qui imposera les conditions de travail les moins évoluées, la protection la plus réduite qui, dans l’avenir, fera référence et emportera les marchés de production. »

Bien qu'il n'emploie jamais l'expression de dumping social, l’Insee produit des rapports sur l'emploi et la production :

« Sur la période 1995-2001, 13 500 emplois auraient été délocalisés en moyenne chaque année dans l’industrie. On estime que cela représente environ 0,35 % du total de l’emploi industriel.

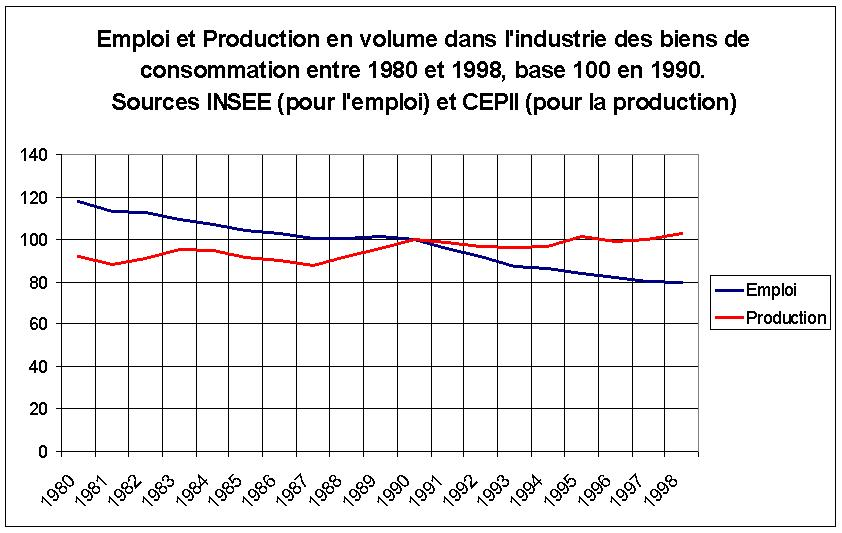
32 % des emplois de l'industrie des biens de consommation ont été perdus entre 1980 et 1998, mais le volume de la production a augmenté de 11 %.

Il ne s’agit pas d’un bilan sur l’emploi industriel français du phénomène de délocalisation. On ne s’intéresse qu’aux réductions d’effectifs qui seraient dues à des délocalisations, sans prendre en compte les délocalisations qui ont lieu vers la France et sont créatrices d’emplois domestiques. »

Cependant, le dumping social ne concerne pas seulement les délocalisations. On n'a pas besoin de délocaliser pour transférer des emplois d'un pays vers un autre. L'activité d'un pays disparaît, entraînant potentiellement du chômage, pendant qu'elle se recrée ailleurs, grâce à d'autres entreprises. Les pays qui ont détruit l'emploi doivent alors importer des biens qu'ils produisaient auparavant.
Ainsi, ce même rapport de l'Insee indique clairement que sur la période 1995-2001, les emplois dans l'habillement/cuir ont baissé de 5,8 % par an, soit 34 % de l'emploi supprimé en sept ans. Depuis 1990, c'est 80 % de la production du secteur habillement/cuir qui a disparu.
Toutefois, les causes de disparition de l'emploi ne proviennent pas forcément du dumping social. Il existe des secteurs où les progrès de la mécanisation permettent de supprimer du travail humain, comme le secteur des biens de consommations, où depuis 1980, 46 % des emplois ont disparu, alors que la production a augmenté dans le même temps. Dans certains cas, et en particulier l'industrie textile, il est probable que les emplois délocalisés dans les pays du tiers monde auraient de toute façon disparu. Le choix des facteurs de production ne révélerait pas d'une concurrence entre travailleurs du Sud et travailleurs du Nord, mais plutôt entre automates ou machines du Nord et main-d'œuvre du Sud.

### Étude du cas luxembourgeois
Le Luxembourg est victime de dumping social en raison de ses coûts du travail relativement faibles par rapport à d'autres États de l'Union européenne. Lors du Sommet social du Benelux en 2014, l'ancien Premier ministre luxembourgeois Xavier Bettel, accompagné de Nicolas Schmit, alors ministre du Travail, a débattu des enjeux liés au respect des dimensions sociales du marché intérieur. Ensemble, ils sont convenus de mettre en œuvre des mesures immédiates pour préserver les acquis sociaux. Bettel a souligné : « la libre circulation est un des fondements de l’Union européenne ; cependant, ça ne doit pas être une excuse pour exploiter les plus faibles. Un autre aspect est celui de la concurrence déloyale, qui nuit aux Petites et moyennes entreprises. Pour nous, il était donc important de prendre ce sujet très au sérieux et en tant que Benelux, nous voulons donner l’exemple ». L’ancien Premier ministre affirme sa volonté de lutter contre le dumping social, bien que le Luxembourg reste accusé d’y recourir.

#### Le Luxembourg en chiffres
En 2023, l’Inspection du travail et des mines (ITM) a recensé 145 036 travailleurs détachés, tandis que seulement 68 514 déclarations de détachement ont été enregistrées. Au cours de la même année, l’ITM a mené 182 contrôles, révélant que 334 salariés ne disposaient pas de contrat de travail. Les infractions constatées portaient principalement sur l’absence des examens médicaux obligatoires à l’embauche et le non-paiement des salaires mentionnés sur les fiches de paie.  Il est difficile de quantifier les cas de fraude au Grand-Duché, puisque le "chiffre noir" reste incertain. Selon Marco Boly, directeur de l’ITM, le dumping social touche pratiquement tous les secteurs, avec une concentration dans  l’horeca et la construction.

#### Cadre juridique
La Cour de justice  de l'Union européenne (CJUE) reproche au Luxembourg de ne pas avoir respecté les dispositions de la loi de 2002 relative à la directive 96/71/CE du Parlement européen et du Conseil, concernant le détachement de travailleurs. Le Grand-Duché a transposé de manière incomplète les dispositions de l’article 3 sur les conditions minimales d’emploi, ainsi que les articles 49 CE et 50 CE relatifs à la libre prestation de services au sein des États membres de l’Union européenne. Les affaires Commission contre Luxembourg, Laval, Rüffert et Viking sont regroupées sous la dénomination de « quatuor Laval » et ont été traitées par la Cour de justice de l’Union européenne en 2007 et 2008.

#### Exemples: Uber et Bolt
L’arrivée du groupe Uber au Grand-Duché a suscité de nombreuses controverses, car la société est accusée de recourir au dumping social pour se créer des avantages sur les cotisations de protection sociale. Cela engendre une concurrence déloyale et menace les autres entreprises de taxis. Peu de temps après, la multinationale Bolt annonce son arrivée au Luxembourg, étant connue pour ses pratiques de dumping social et de recours à de faux indépendants. La Confédération syndicale indépendante du Luxembourg (OGBL) aborde le sujet en demandant des contrôles plus stricts et réguliers pour empêcher de telles pratiques de concurrence déloyale.

## Dumpingsocial et emploi: ce qu’en pensent les économistes
Selon une étude publiée par l’Insee, le commerce français avec les pays en voie de développement aurait provoqué au maximum une perte de 330 000 emplois, chiffre relativement faible au vu du chômage du pays, mais ces calculs sont contestés. Ainsi pour l’économiste américain A. Wood, les échanges auraient provoqué la perte de 9 millions d’emplois dans les pays développés et en auraient créé 22 millions dans les pays en développement.
Si quelques économistes[Qui ?] soulignent le lien entre ouverture commerciale et montée des inégalités, nombreux sont ceux qui proposent une contre-analyse visant explicitement renverser le concept de dumping social. C’est notamment l’analyse de Paul Krugman dans La mondialisation n’est pas coupable, qui croit que l’idée que la croissance des inégalités serait liée à une concurrence déloyale des pays à bas salaires relève de la « théorie pop[ulaire] du commerce international » (« pop internationalism » en anglais). Il explique que l’intérêt des politiques à prêter leur voix à de telles théories n’est qu’électoral et précise que la plupart des ouvrages traitant de ce sujet ou de la « guerre économique » sont l’œuvre d’essayistes et non d’économistes et sont vendus grâce à leurs thèses faciles, qui alimentent l’imaginaire populaire :

« Selon cette idée reçue, la concurrence étrangère a érodé la base manufacturière américaine et détruit les emplois bien rémunérés […] Un faisceau croissant de preuves vient contredire cette idée courante […] Le ralentissement de la croissance du revenu réel est presque entièrement imputable à des causes internes. »

Selon lui, la raison du chômage des travailleurs peu qualifiés est le progrès technique récent (les technologies de l’information et la généralisation des chaînes de production automatisées), qui est complémentaire de l’emploi qualifié en venant assister les travailleurs qualifiés et non les remplacer mais rend les travailleurs non qualifiés inutiles. Plusieurs constatations viennent appuyer cette thèse. D’abord, la diminution de la part de l’emploi non qualifié affecte tous les secteurs économiques, non seulement ceux qui subissent la concurrence des pays pauvres. On assiste à une plus grande utilisation de travailleurs qualifiés dans les entreprises, ce qui montre que celles-ci n’ont pas tendance à substituer des travailleurs peu qualifiés du Sud à ceux qualifiés du Nord. Cet accroissement de la part de l’emploi qualifié est dans chaque secteur proportionnel aux indicateurs de changement technique.
En 1991, Robert Reich, plus tard Secrétaire au Travail des États-Unis dans l’administration Clinton, propose une analyse différente (citée et contredite par Krugman). Pour Reich, la mondialisation est clairement en partie responsable de l’éclatement de la société américaine, mais la raison n’en est pas uniquement le dumping social. Reich propose une énumération de facteurs : technologiques comme la robotisation, institutionnels comme la désyndicalisation et la concurrence des pays à bas salaires. L’effet est double : d’abord les « manipulateurs d’idées » (ingénieurs, consultants, chercheurs, publicitaires, etc.) disposent d’un marché mondial et peuvent donc vendre leur production reproductible à l’infini car immatérielle. Leur revenu est donc en forte croissance. Par ailleurs, les travailleurs peu qualifiés se consacrant aux activités de productions connaissent le phénomène inverse.
Que faut-il donc faire ? Selon Reich, il ne faut absolument pas chercher à protéger les marchés nationaux, comme le voudraient les tenants de la théorie du dumping social, mais peut-être organiser un contrôle international des investissements à l’étranger afin de prévenir les pratiques déloyales. Il faut subventionner les entreprises investissant sur le sol national (américaines ou non), mais il faut aussi aider les pays en voie de développement et surtout redonner son importance à l’État afin qu’il soit à même d’accroître les savoir-faire et d’améliorer le système éducatif afin de développer les aptitudes des individus sans qualifications.

## Dumping social et droits de l'homme
La notion de dumping social suscite davantage de questions qu’elle n’apporte de réponse :

« Pour les défenseurs intransigeant des droits de l’homme, il faut boycotter les produits fabriqués dans des conditions ne respectant pas ces règles (par exemple, ne pas acheter des vêtements faits par des enfants). Mais surgissent des dilemmes : les premiers punis ne sont-ils pas les enfants, privés d’un emploi dont leurs familles attendent impatiemment le salaire, même misérable ? Suffit-il de décréter, à des milliers de kilomètres, que telle ou telle attitude est scandaleuse pour qu’elle disparaisse ? »

### Filmographie
- Le chômage a une histoire, de Gilles Balbastre, 2001
- Moulinex, la mécanique du pire, de Gilles Balbastre, 2003
- Ouvrières du Monde (2000), reportage de Marie-France Collard, de la RTBF et ARTE, sur la fermeture d'usines en Europe et la sous-traitance de la firme des Jeans Levi's en Turquie et en Asie du Sud-Est.
- Quelques films listés dans l'article filmographie de l'altermondialisme.